# 春日部氏
春日部氏（かすかべし）は、日本の氏族の一つ。また古代の部民としての春日部氏は安閑天皇の皇后である春日山田皇女の生活の資用に当てられた料地等の管理に携わった人々を言い、この皇后の名にちなむ。

## 歴史
奈良時代、武射臣を与えられた陸奥国牡鹿郡の春日部奥麻呂の名が『続日本紀』神護景雲3年（769年）3月13日の条にみえる。本来、武射臣（牟邪臣）は、『古事記』孝昭天皇の段によると孝昭天皇の第一皇子天足彦国押人命を祖とした武社国造の氏族であり、春日氏も武社国造と同じく和珥氏と同祖を称することから、春日部奥麻呂らは上総国武射郡に居住した一族で蝦夷征討に際して陸奥国に移動したものとみられている。平安時代『日本三代実録』貞観9年（867年）4月20日条には、節婦として賞された上総国夷隅郡の春日部直黒主売の名がみえる。上総国夷隅郡は、伊甚国造が贖罪のため、春日山田皇后に献上した伊甚屯倉の地である。
以前埼玉県春日部市は、春日山田皇女の御名代部（春日山田皇女を奉際する部の民）が現在の春日部市周辺に居住していたという言い伝えを元に、市名の由来としていた。しかし裏付ける文献が乏しいため確実な裏付けのある鎌倉時代の武家春日部氏が市名の由来だと公式に発信している。なお、東武鉄道ウェブサイトでは、春日山田皇女説が現在も併記されている。

### 紀姓春日部氏 (武蔵国)
紀姓春日部氏は、かつて現在の埼玉県春日部市周辺を拠点とした武家。鎌倉幕府の御家人。春日部市の市名の由来となった。
春日部氏が最初に資料に登場するのは、吾妻鏡の文治3年（1187年）の武蔵国武士について書かれた項で、夜須行宗の壇ノ浦での軍事行動を鎌倉幕府に証言するため、春日部兵衛尉という人物が幕府に出頭したと記されている。
次に登場するのは、同じく吾妻鏡元久2年（1205年）の項で、武蔵国掌握を図る執権北条時政による畠山重忠追討軍に、紀氏を源流に持つ大井氏・春日部氏（春日部実高）が参加したとの記述がある（畠山重忠の乱参照）。畠山氏は鎌倉幕府草創期からの有力御家人であり、当時の春日部周辺でも強い影響力を持っていた。畠山重忠に関する資料が、旧庄和町の神社等にいくつか現存している（参考:庄和町史編纂資料）。前述の春日部兵衛尉が元久2年の春日部氏と同一人物、あるいは関係があるのかは諸説ある。
紀長谷雄の流れを汲む紀氏一族（長谷雄流）の実直が、12世紀始め、国衙の関係者として武蔵国に土着したのが始まりである。実直の子実春とその兄弟たちは、それぞれ大井氏・品川氏・春日部氏・堤氏・潮田氏を興した。実春の弟実高は、現在の春日部市浜川戸地区周辺を拠点とし、春日部氏を名乗った。当時、春日部は下河辺荘の一部であり、春日部氏は源頼政の郎党であったと考えられる。
実高の子の実平、孫の実景の代には、鎌倉幕府内での地位を上げ、春日部氏は有力氏族となっていった。宝治元年（1247年）実景は宝治合戦に参戦し三浦氏側に付いた。三浦泰村が破れ自害すると、実景らも自害し春日部氏の嫡流は滅亡した（宝治合戦参照）。

その後しばらく、春日部氏に目立った活躍は見られないが、南北朝時代の延元元年（1336年）、新田義貞に仕え元弘の乱における鎌倉の戦いで戦功を挙げた、実景の孫春日部治部少輔時賢 (春日部重行)が、本領安堵として、後醍醐天皇から下河辺庄の一部である春日部郷の地頭職を与えられたと武蔵国郡村誌にある。これにより、春日部氏は再び勢いを取り戻した。現在の春日部市では、この時の功績を称え毎年5月に春日部重行の祭りを行っている。そのため春日部市では、『春日部の始祖と言えば春日部重行である』との認識が現在も一般的になっている。
戦国時代末期になると岩槻太田氏に仕え、さらに後北条氏が進出してくると、その支配下に置かれ、徐々に立場は弱くなっていった。北条方についた春日部氏は豊臣政権に小田原征伐で領地を没収され、各地に離散していった。

### 会津春日部氏 (陸奥国)
春日部郷を没収された春日部氏は、徳川家康・秀忠が台頭する慶長年間に、太田氏と縁の深い上杉氏や蒲生秀行らを頼り、蘆名氏家臣の平塚氏の協力を経て陸奥国会津地方（現在の会津若松市高野町平塚地区）に定住した。江戸時代後期には、遠縁のいる伊勢国（三重県）や美濃国（岐阜県）等にも移住した。

### 伊勢春日部氏 (伊勢国)
進士氏の系図にも平氏を祖とする春日部氏の記述が見られる。進士春日部氏。主に伊勢国で活動した。
平安時代末期から鎌倉時代初期にかけて、桓武平氏（伊勢平氏）の平正度を祖に持つ進士家資（富田家資）一族が伊勢国で春日部氏を名乗り、子孫の春日部詮義が伊勢国朝明郡（現在の三重県三重郡の一部）を所領したのが始まりである。一族の一部は国衙の関係者として武蔵国にも移り住んだ（大井氏、紀姓春日部氏）。伊勢春日部氏は北畠氏に仕え、神戸氏、関氏ら有力氏族と共に、北勢四十八家の一部勢力の伊勢の六人衆と呼ばれた。室町時代中期には、萱生城、伊坂城、星川城等を築城・居城とし勢力を拡大した。天正年間に織田信長に城を奪われ勢力を失ったが、江戸幕末まで武家として存続した。江戸時代後期には全国各地の春日部氏が伊勢春日部氏を頼って移住してきた。

### 赤松春日部氏 (丹波国)
室町時代の赤松氏の分家。足利尊氏に仕えた赤松貞範が丹波春日部庄を与えられ春日部氏を名乗った。赤松春日部家、または赤松伊豆殿とも。前述の春日部氏との関係は不明。赤松貞範、赤松持貞の項を参照。

## 末裔
現在でも春日部氏の子孫が会津若松市（福島県）や春日部市・鶴ヶ島市（共に埼玉県）に居住していることが判明している。日本水彩連盟創設者の一人春日部たすくもその一人。

## 関連一族
- 紀氏
- 進士氏
- 富田氏
- 大井氏
- 品川氏
- 堤氏
- 潮田氏
- 萱生氏
- 伊坂氏
- 星川氏

## 関連施設・建築物
- 浜川戸遺跡 - 紀姓春日部氏の居城址が昭和54年発掘された
- 春日部稲荷神社 - 春日部実景が伏見稲荷大社を勧請し武蔵国に創建
- 春日部八幡神社 - 春日部重行が鶴岡八幡宮を勧請し武蔵国に創建
- 最勝院 - 春日部重行の墓所（武蔵国）。子の家縄が埋葬したと伝えられる
- 平塚稲荷神社 - 会津春日部氏の稲荷神社
- 萱生城 - 春日部宗方が築城（現在の学校法人暁学園 (三重県)敷地内）
- 伊坂城 - 春日部太郎左衛門尉が現在の四日市市伊坂町に築城
- 星川城 - 春日部若狭守が現在の桑名市星川に築城